# لايلي بيرمان
لايلي بيرمان (بالإنجليزية: Lyle Berman)‏ هو لاعب بوكر وشخصية أعمال أمريكي، ولد في 6 أغسطس 1941 في منيابولس في الولايات المتحدة.